# Nobuteru Ishihara

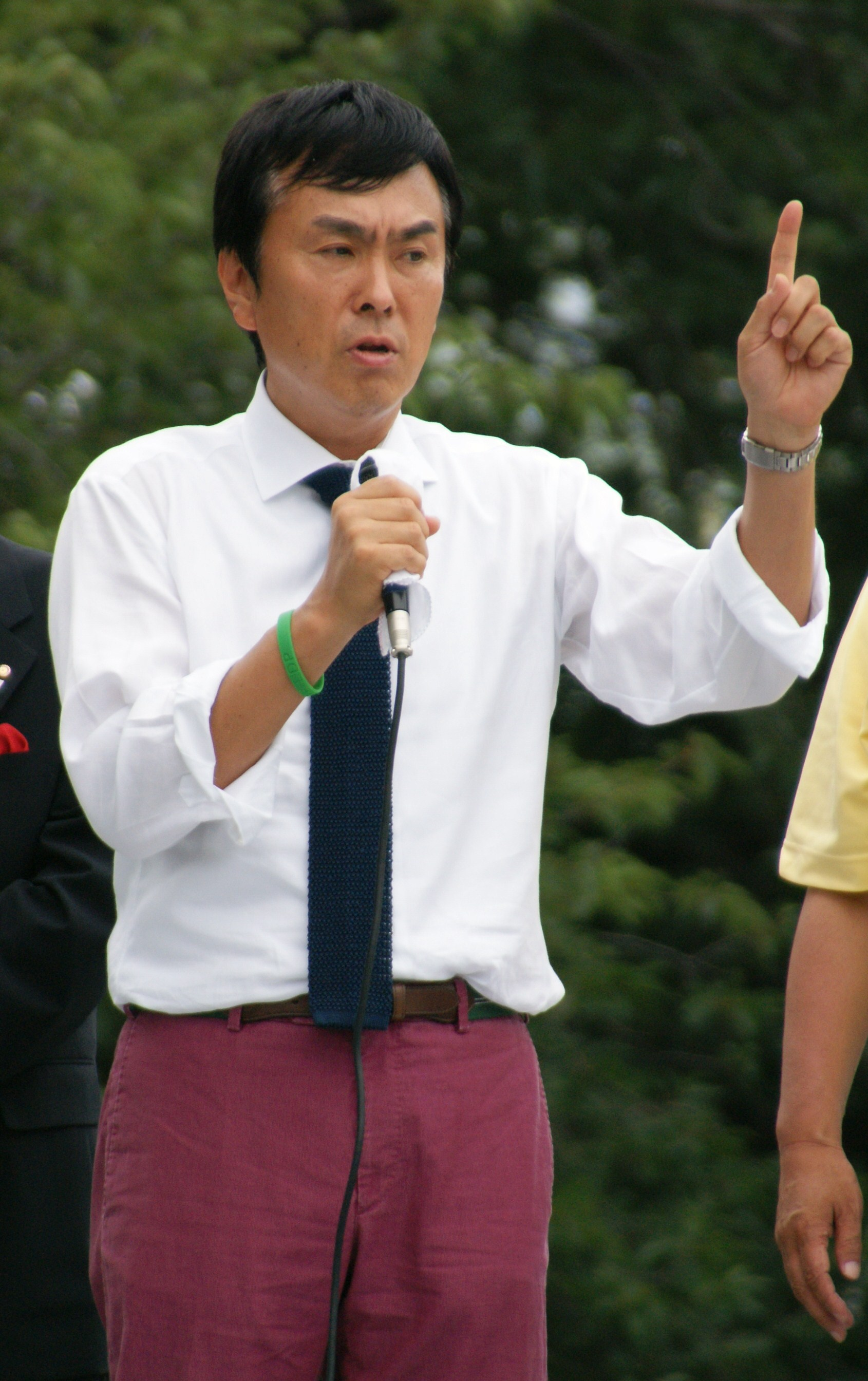
Nobuteru Ishihara, 2010

Nobuteru Ishihara (japanisch 石原 伸晃 Ishihara Nobuteru; * 19. April 1957 in Zushi, Präfektur Kanagawa) ist ein japanischer Politiker, ehemaliger Abgeordneter im Shūgiin, dem Unterhaus des nationalen Parlaments, aus der Präfektur Tokio für die Liberaldemokratische Partei, in der er von 2012 bis 2021 die Ishihara-Faktion führte, und ehemaliger Deregulierungs-, Verkehrs- und Umweltminister.

## Leben
Ishihara ist der älteste Sohn des Schriftstellers, Schauspielers und Politikers Shintarō Ishihara. Nach seinem Studium am Elmira College in New York und an der Keiō-Universität arbeitete er ab 1981 für Nippon Television. Noch während sein Vater Abgeordneter für den 2. Wahlkreis Tokio war, kandidierte er bei der Shūgiin-Wahl 1990 erfolgreich im 4. Wahlkreis Tokio (5 Sitze) und wurde nach der Wahlrechtsreform im neuen Einmandatswahlkreis Tokio 8 von 1996 bis einschließlich 2017 achtmal in Folge wiedergewählt. Er schloss sich in der LDP zunächst keiner Faktion an.
Von 1996 bis 1997 war Ishihara parlamentarischer Staatssekretär im MITI. 2001 berief ihn Premierminister Jun’ichirō Koizumi als Staatsminister für Deregulierung in sein Kabinett, 2003 dann als Minister für Land, Infrastruktur und Transport. 2004 ging das Ministerium an den Koalitionspartner Kōmeitō. Anschließend war er unter anderem Vorsitzender des Autobahnausschusses.
Unter dem Premierminister und Parteivorsitzenden Shinzō Abe wurde Ishihara nach der Kabinettsumbildung im August 2007 Vorsitzender des Politikforschungsrates der LDP; einen Monat später folgte ihm unter Yasuo Fukuda Sadakazu Tanigaki auf dem Posten. Im Dezember 2007 schloss er sich der Yamasaki-Faktion an.
Im Vorfeld der Wahl des LDP-Vorsitzenden am 22. September 2008 um die Nachfolge Fukudas erklärte Ishihara, er betrachte sich gegenüber Generalsekretär Tarō Asō am anderen Ende des politischen Spektrums und werde gegen ihn kandidieren, wenn sich keine anderen Konkurrenten Asōs zur Wahl stellten. Er trat – 19 Jahre nach der gescheiterten Kandidatur seines Vaters – an und erhielt den vierthöchsten Stimmenanteil hinter Asō, Kaoru Yosano und Yuriko Koike.
Ishihara war nach Tarō Asōs Amtsantritt stellvertretender Generalsekretär (kanjichō-dairi) der LDP und war bis 2016 Vorsitzender des Tokioter Präfekturverbandes der LDP – seinen Rücktritt nach der Parlamentswahl 2009 nahm er später zurück. 2010 berief ihn Sadakazu Tanigaki als Generalsekretär zum zweiten Mal in den engeren Kreis der LDP-Parteiführung.
Bei der Wahl von Tanigakis Nachfolger im September 2012 kandidierte er erneut, unterlag aber im ersten Wahlgang Shigeru Ishiba und Shinzō Abe, der sich im zweiten Wahlgang durchsetzte. Im Dezember 2012 berief Abe Ishihara als Umweltminister in sein zweites Kabinett. Kurz darauf übernahm Ishihara auch den Vorsitz der Yamasaki-, fortan Ishihara-Faktion von Taku Yamasaki. Im September 2014 wurde Ishihara bei einer Kabinettsumbildung als Umweltminister durch Yoshio Mochizuki abgelöst. Von 2016 bis 2017 war er erneut Minister im dritten Kabinett Abe (1. und 2. Umbildung)
Bei der Shūgiin-Wahl 2021, als die KPJ erstmals auf eine eigene Nominierung im Wahlkreis Tokio 8 verzichtete, unterlag Ishihara der gemeinsamen Mitte-links-Kandidatin Harumi Yoshida von der KDP und verpasste mit zwölf Prozentpunkten Wahlkreisrückstand auch eine Wiederwahl bei der Verhältniswahl. (Er wäre auf Platz acht erst der zweite potentielle Nachrücker im Verhältniswahlblock Tokio.) Die kleine, auf insgesamt sieben Parlamentsabgeordnete zurückgefallene Ishihara-Faktion wurde im Dezember 2021 von Hiroshi Moriyama übernommen.